# Országgyűlési egyéni választókerületek listája
Az országgyűlés 2024 decemberében a 2024. évi LXXIX. törvényben átrajzolta az egyéni választókerületek határát Budapesten, Csongrád-Csanád, Pest és Fejér megyékben. Ennek keretén belül a legfőbb változás az volt, hogy Budapesten kettővel csökkent, Pest megyében kettővel nőtt az egyéni választókerületek száma.

## Választókerületek (2014–2026)

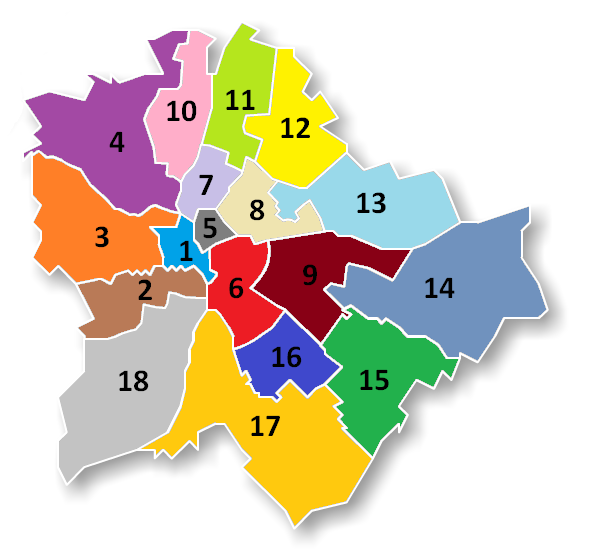
Budapest országgyűlési egyéni választókerületei (2014–2026)

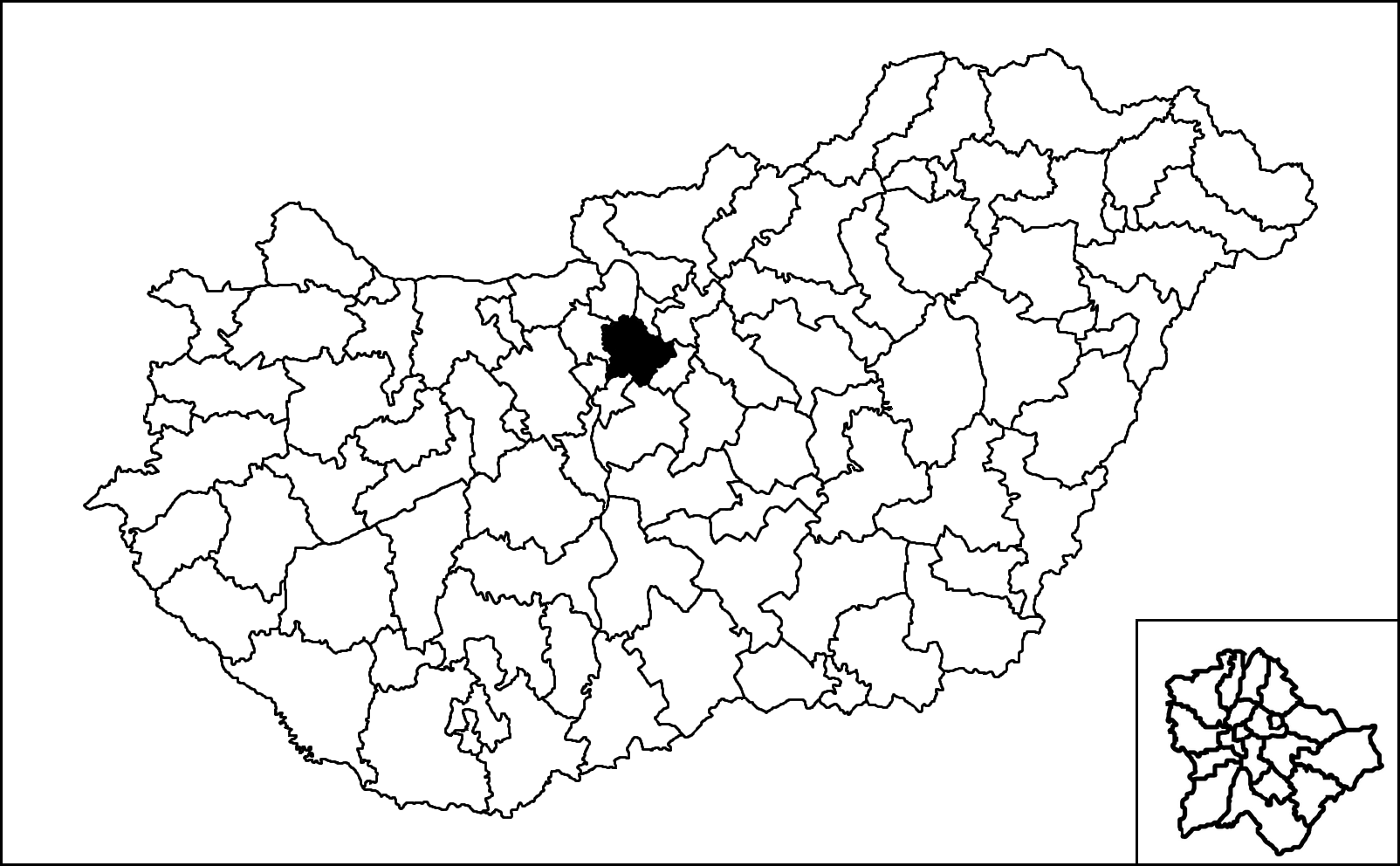
Magyarország országgyűlési egyéni választókerületei (2014–2026)

Az országgyűlési képviselők választásáról szóló 2011. évi CCIII. törvény 2. számú melléklete 106 országgyűlési egyéni választókerületre osztja Magyarország területét.
Ezek közül 18 található a fővárosban, Budapesten, a többi a 19 megye (2023 óta vármegye) között oszlik meg. A választókerületek határvonala sehol nem keresztez megyehatárt, sem a főváros határát, így minden Budapesten kívüli választókerülethez csak azonos vármegyében fekvő települések tartoznak.
Az egyéni választókerületek száma a vármegyék túlnyomó részében 3 és 7 között változik; a legkevesebb választókerület (2) Nógrádban, a legtöbb (12) Pest vármegyében található.
A választási törvény 2024 december 17-i módosításával az Országgyűlés jóváhagyta a választókerületek módosítását a 2026-os országgyűlési választásra az alábbi módon:
- Budapesten a választókerületek száma 18-ról 16-ra csökkent
- Pest vármegyében a választókerületek száma 12-ről 14-re nőtt
- Fejér és Csongrád-Csanád  vármegyében a választókerületek határa változott, de a számuk változatlan maradt

Az alábbi táblázat a választókerületek 2014-2026-ig érvényes listáját tartalmazza, az adott kerület mandátumát aktuálisan birtokló országgyűlési képviselők neveivel és a pártállásuk feltüntetésével.

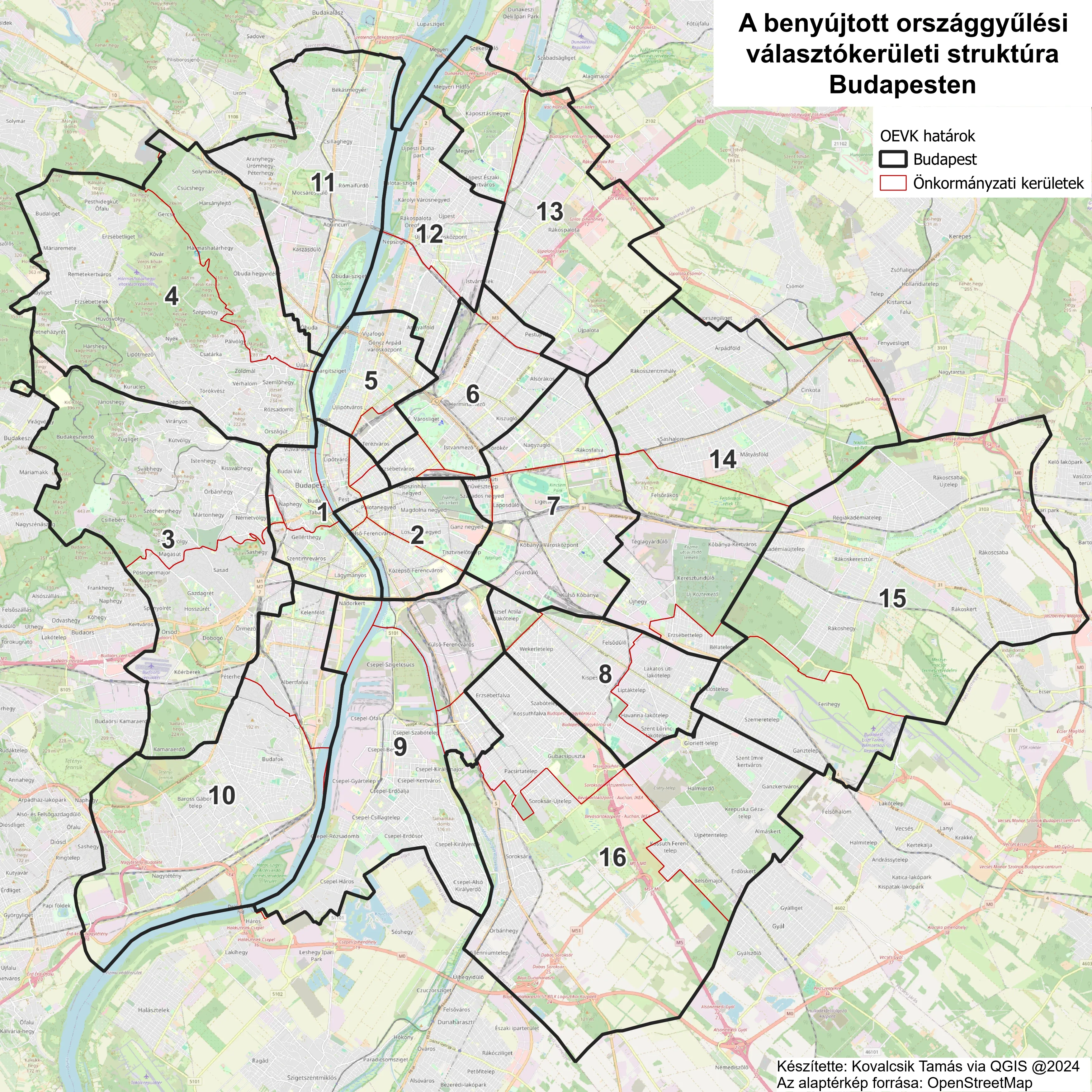
Budapest országgyűlési egyéni választókerületei (2026-)

| Országgyűlési egyéni választókerület | Képviselő                           | Hivatalba lépés | Székhely                 | Választópolgárok száma (2022. 04.03.) | Választókerület elhelyezkedése |
| ------------------------------------ | ----------------------------------- | --------------- | ------------------------ | ------------------------------------- | ------------------------------ |
| Budapest 01. OEVK                    | Csárdi Antal független              | 2018.05.08.     | Budapest V. kerülete     | 59 754                                |                                |
| Budapest 02. OEVK                    | Jelenleg betöltetlen                | -               | Budapest XI. kerülete    | 66 833                                |                                |
| Budapest 03. OEVK                    | Hajnal Miklós Momentum              | 2022.05.02.     | Budapest XII. kerülete   | 64 378                                |                                |
| Budapest 04. OEVK                    | Tordai Bence független              | 2022.05.02.     | Budapest II. kerülete    | 71 208                                |                                |
| Budapest 05. OEVK                    | Oláh Lajos DK                       | 2014.05.06.     | Budapest VII. kerülete   | 58 914                                |                                |
| Budapest 06. OEVK                    | Jámbor András független             | 2022.05.02.     | Budapest VIII. kerülete  | 68 448                                |                                |
| Budapest 07. OEVK                    | Hiszékeny Dezső MSZP                | 2014.05.06.     | Budapest XIII. kerülete  | 79 234                                |                                |
| Budapest 08. OEVK                    | Hadházy Ákos független              | 2022.05.02.     | Budapest XIV. kerülete   | 74 785                                |                                |
| Budapest 09. OEVK                    | Arató Gergely DK                    | 2022.05.02.     | Budapest X. kerülete     | 72 110                                |                                |
| Budapest 10. OEVK                    | Szabó Tímea Párbeszéd               | 2018.05.08.     | Budapest III. kerülete   | 69 771                                |                                |
| Budapest 11. OEVK                    | Varju László DK                     | 2018.05.08      | Budapest IV. kerülete    | 74 515                                |                                |
| Budapest 12. OEVK                    | Barkóczi Balázs DK                  | 2022.05.02.     | Budapest XV. kerülete    | 71 850                                |                                |
| Budapest 13. OEVK                    | Vajda Zoltán MSZP                   | 2022.05.02.     | Budapest XVI. kerülete   | 68 991                                |                                |
| Budapest 14. OEVK                    | Dunai Mónika Fidesz-KDNP            | 2014.05.06.     | Budapest XVII. kerülete  | 74 285                                |                                |
| Budapest 15. OEVK                    | Kunhalmi Ágnes MSZP                 | 2018.05.08.     | Budapest XVIII. kerülete | 78 158                                |                                |
| Budapest 16. OEVK                    | Hiller István MSZP                  | 2014.05.06.     | Budapest XX. kerülete    | 69 854                                |                                |
| Budapest 17. OEVK                    | Szabó Szabolcs független            | 2014.05.06.     | Budapest XVIII. kerülete | 74 456                                |                                |
| Budapest 18. OEVK                    | Tóth Endre Momentum                 | 2022.05.02.     | Budapest XXII. kerülete  | 77 117                                |                                |
| Bács-Kiskun 01. OEVK                 | Salacz László Fidesz-KDNP           | 2014.05.06.     | Kecskemét                | 69 101                                |                                |
| Bács-Kiskun 02. OEVK                 | Szeberényi Gyula Fidesz-KDNP        | 2022.05.02.     | Kecskemét                | 71 933                                |                                |
| Bács-Kiskun 03. OEVK                 | Font Sándor Fidesz-KDNP             | 2014.05.06.     | Kalocsa                  | 65 242                                |                                |
| Bács-Kiskun 04. OEVK                 | Lezsák Sándor Fidesz-KDNP           | 2014.05.06.     | Kiskunfélegyháza         | 71 615                                |                                |
| Bács-Kiskun 05. OEVK                 | Bányai Gábor Fidesz-KDNP            | 2014.05.06.     | Kiskunhalas              | 68 267                                |                                |
| Bács-Kiskun 06. OEVK                 | Zsigó Róbert Fidesz-KDNP            | 2014.05.06.     | Baja                     | 64 619                                |                                |
| Baranya 01. OEVK                     | Mellár Tamás független              | 2018.05.08.     | Pécs                     | 74 485                                |                                |
| Baranya 02. OEVK                     | Hoppál Péter Fidesz-KDNP            | 2014.05.06.     | Pécs                     | 76 693                                |                                |
| Baranya 03. OEVK                     | Hargitai János Fidesz-KDNP          | 2014.05.06.     | Mohács                   | 70 815                                |                                |
| Baranya 04. OEVK                     | Nagy Csaba Fidesz-KDNP              | 2018.05.08.     | Szigetvár                | 75 794                                |                                |
| Békés 01. OEVK                       | Herczeg Tamás Fidesz-KDNP           | 2018.05.08.     | Békéscsaba               | 68 522                                |                                |
| Békés 02. OEVK                       | Dankó Béla Fidesz-KDNP              | 2014.05.06.     | Békés                    | 69 176                                |                                |
| Békés 03. OEVK                       | Kovács József Fidesz-KDNP           | 2014.05.06.     | Gyula                    | 67 685                                |                                |
| Békés 04. OEVK                       | Erdős Norbert Fidesz-KDNP           | 2022.05.02.     | Orosháza                 | 71 541                                |                                |
| Borsod-Abaúj-Zemplén 01. OEVK        | Csöbör Katalin Fidesz-KDNP          | 2014.05.06.     | Miskolc                  | 72 579                                |                                |
| Borsod-Abaúj-Zemplén 02. OEVK        | Kiss János Fidesz-KDNP              | 2022.05.02.     | Miskolc                  | 71 302                                |                                |
| Borsod-Abaúj-Zemplén 03. OEVK        | Riz Gábor Fidesz-KDNP               | 2014.05.06.     | Ózd                      | 70 559                                |                                |
| Borsod-Abaúj-Zemplén 04. OEVK        | Demeter Zoltán Fidesz-KDNP          | 2014.05.06.     | Kazincbarcika            | 74 214                                |                                |
| Borsod-Abaúj-Zemplén 05. OEVK        | Hörcsik Richárd Fidesz-KDNP         | 2014.05.06.     | Sátoraljaújhely          | 73 338                                |                                |
| Borsod-Abaúj-Zemplén 06. OEVK        | Koncz Zsófia Fidesz-KDNP            | 2020.11.02.     | Tiszaújváros             | 76 032                                |                                |
| Borsod-Abaúj-Zemplén 07. OEVK        | Tállai András Fidesz-KDNP           | 2014.05.06.     | Mezőkövesd               | 75 515                                |                                |
| Csongrád-Csanád 01. OEVK             | Szabó Sándor MSZP                   | 2014.05.06.     | Szeged                   | 80 527                                |                                |
| Csongrád-Csanád 02. OEVK             | Mihálffy Béla Fidesz-KDNP           | 2022.05.02.     | Szeged                   | 86 558                                |                                |
| Csongrád-Csanád 03. OEVK             | Farkas Sándor Fidesz-KDNP           | 2014.05.06.     | Szentes                  | 80 170                                |                                |
| Csongrád-Csanád 04. OEVK             | Lázár János Fidesz-KDNP             | 2014.05.06.     | Hódmezővásárhely         | 77 415                                |                                |
| Fejér 01. OEVK                       | Vargha Tamás Fidesz-KDNP            | 2014.05.06.     | Székesfehérvár           | 60 023                                |                                |
| Fejér 02. OEVK                       | Törő Gábor Fidesz-KDNP              | 2014.05.06.     | Székesfehérvár           | 70 183                                |                                |
| Fejér 03. OEVK                       | Tessely Zoltán Fidesz-KDNP          | 2014.05.06.     | Bicske                   | 76 732                                |                                |
| Fejér 04. OEVK                       | Mészáros Lajos Fidesz-KDNP          | 2022.05.02.     | Dunaújváros              | 65 896                                |                                |
| Fejér 05. OEVK                       | Varga Gábor Fidesz-KDNP             | 2014.05.06.     | Sárbogárd                | 67 210                                |                                |
| Győr-Moson-Sopron 01. OEVK           | Simon Róbert Balázs Fidesz-KDNP     | 2014.05.06.     | Győr                     | 66 579                                |                                |
| Győr-Moson-Sopron 02. OEVK           | Kara Ákos Fidesz-KDNP               | 2014.05.06.     | Győr                     | 73 057                                |                                |
| Győr-Moson-Sopron 03. OEVK           | Gyopáros Alpár Fidesz-KDNP          | 2014.05.06.     | Csorna                   | 66 713                                |                                |
| Győr-Moson-Sopron 04. OEVK           | Barcza Attila Fidesz-KDNP           | 2018.05.08.     | Sopron                   | 75 464                                |                                |
| Győr-Moson-Sopron 05. OEVK           | Nagy István Fidesz-KDNP             | 2014.05.06.     | Mosonmagyaróvár          | 77 129                                |                                |
| Hajdú-Bihar 01. OEVK                 | Kósa Lajos Fidesz-KDNP              | 2014.05.06.     | Debrecen                 | 66 301                                |                                |
| Hajdú-Bihar 02. OEVK                 | Pósán László Fidesz-KDNP            | 2014.05.06.     | Debrecen                 | 72 198                                |                                |
| Hajdú-Bihar 03. OEVK                 | Tasó László Fidesz-KDNP             | 2014.05.06.     | Debrecen                 | 78 335                                |                                |
| Hajdú-Bihar 04. OEVK                 | Vitányi István Fidesz-KDNP          | 2014.05.06.     | Berettyóújfalu           | 67 955                                |                                |
| Hajdú-Bihar 05. OEVK                 | Bodó Sándor Fidesz-KDNP             | 2014.05.06.     | Hajdúszoboszló           | 69 910                                |                                |
| Hajdú-Bihar 06. OEVK                 | Tiba István Fidesz-KDNP             | 2014.05.06.     | Hajdúböszörmény          | 69 635                                |                                |
| Heves 01. OEVK                       | Pajtók Gábor Fidesz-KDNP            | 2022.05.02.     | Eger                     | 81 233                                |                                |
| Heves 02. OEVK                       | Horváth László Fidesz-KDNP          | 2014.05.06.     | Gyöngyös                 | 76 849                                |                                |
| Heves 03. OEVK                       | Szabó Zsolt Fidesz-KDNP             | 2014.05.06.     | Hatvan                   | 79 655                                |                                |
| Jász-Nagykun-Szolnok 01. OEVK        | Kállai Mária Fidesz-KDNP            | 2018.05.08.     | Szolnok                  | 77 426                                |                                |
| Jász-Nagykun-Szolnok 02. OEVK        | Pócs János Fidesz-KDNP              | 2014.05.06.     | Jászberény               | 70 852                                |                                |
| Jász-Nagykun-Szolnok 03. OEVK        | Kovács Sándor Fidesz-KDNP           | 2018.05.08.     | Karcag                   | 75 111                                |                                |
| Jász-Nagykun-Szolnok 04. OEVK        | Herczeg Zsolt Fidesz-KDNP           | 2022.05.02.     | Törökszentmiklós         | 73 724                                |                                |
| Komárom-Esztergom 01. OEVK           | Bencsik János Fidesz-KDNP           | 2014.05.06.     | Tatabánya                | 78 608                                |                                |
| Komárom-Esztergom 02. OEVK           | Erős Gábor Fidesz-KDNP              | 2022.05.02.     | Esztergom                | 81 769                                |                                |
| Komárom-Esztergom 03. OEVK           | Czunyiné Bertalan Judit Fidesz-KDNP | 2014.05.06.     | Komárom                  | 82 238                                |                                |
| Nógrád 01. OEVK                      | Becsó Zsolt Fidesz-KDNP             | 2022.05.02.     | Salgótarján              | 75 257                                |                                |
| Nógrád 02. OEVK                      | Balla Mihály Fidesz-KDNP            | 2014.05.06.     | Balassagyarmat           | 78 717                                |                                |
| Pest 01. OEVK                        | Aradszki András Fidesz-KDNP         | 2014.05.06.     | Érd                      | 87 054                                |                                |
| Pest 02. OEVK                        | Menczer Tamás Fidesz-KDNP           | 2022.05.02.     | Budakeszi                | 94 355                                |                                |
| Pest 03. OEVK                        | Vitályos Eszter Fidesz-KDNP         | 2022.05.02.     | Szentendre               | 92 307                                |                                |
| Pest 04. OEVK                        | Rétvári Bence Fidesz-KDNP           | 2018.05.08.     | Vác                      | 75 140                                |                                |
| Pest 05. OEVK                        | Tuzson Bence Fidesz-KDNP            | 2014.05.06.     | Dunakeszi                | 97 639                                |                                |
| Pest 06. OEVK                        | Vécsey László Fidesz-KDNP           | 2014.05.06.     | Gödöllő                  | 90 850                                |                                |
| Pest 07. OEVK                        | Szűcs Lajos Fidesz-KDNP             | 2014.05.06.     | Vecsés                   | 90 638                                |                                |
| Pest 08. OEVK                        | Bóna Zoltán Fidesz-KDNP             | 2014.05.06.     | Szigetszentmiklós        | 92 212                                |                                |
| Pest 09. OEVK                        | Czerván György Fidesz-KDNP          | 2014.05.06.     | Nagykáta                 | 76 839                                |                                |
| Pest 10. OEVK                        | Pogácsás Tibor Fidesz-KDNP          | 2014.05.06.     | Monor                    | 79 235                                |                                |
| Pest 11. OEVK                        | Pánczél Károly Fidesz-KDNP          | 2014.05.06.     | Dabas                    | 89 136                                |                                |
| Pest 12. OEVK                        | Földi László Fidesz-KDNP            | 2014.05.06.     | Cegléd                   | 74 223                                |                                |
| Somogy 01. OEVK                      | Gelencsér Attila Fidesz-KDNP        | 2014.05.06.     | Kaposvár                 | 61 327                                |                                |
| Somogy 02. OEVK                      | Szászfalvi László Fidesz-KDNP       | 2014.05.06.     | Barcs                    | 59 317                                |                                |
| Somogy 03. OEVK                      | Móring József Attila Fidesz-KDNP    | 2014.05.06.     | Marcali                  | 62 285                                |                                |
| Somogy 04. OEVK                      | Witzmann Mihály Fidesz-KDNP         | 2014.05.06.     | Siófok                   | 64 327                                |                                |
| Szabolcs-Szatmár-Bereg 01. OEVK      | Szabó Tünde Fidesz-KDNP             | 2018.05.08.     | Nyíregyháza              | 73 713                                |                                |
| Szabolcs-Szatmár-Bereg 02. OEVK      | Vinnai Győző Fidesz-KDNP            | 2014.05.06.     | Nyíregyháza              | 71 410                                |                                |
| Szabolcs-Szatmár-Bereg 03. OEVK      | Seszták Miklós Fidesz-KDNP          | 2014.05.06.     | Kisvárda                 | 77 500                                |                                |
| Szabolcs-Szatmár-Bereg 04. OEVK      | Tilki Attila Fidesz-KDNP            | 2014.05.06.     | Vásárosnamény            | 72 700                                |                                |
| Szabolcs-Szatmár-Bereg 05. OEVK      | Kovács Sándor Fidesz-KDNP           | 2014.05.06.     | Mátészalka               | 73 065                                |                                |
| Szabolcs-Szatmár-Bereg 06. OEVK      | Simon Miklós Fidesz-KDNP            | 2014.05.06.     | Nyírbátor                | 71 642                                |                                |
| Tolna 01. OEVK                       | Horváth István Fidesz-KDNP          | 2014.05.06.     | Szekszárd                | 59 349                                |                                |
| Tolna 02. OEVK                       | Csibi Krisztina Fidesz-KDNP         | 2025.02.24      | Dombóvár                 | 58 630                                |                                |
| Tolna 03. OEVK                       | Süli János Fidesz-KDNP              | 2018.05.08.     | Paks                     | 58 863                                |                                |
| Vas 01. OEVK                         | Jelenleg betöltetlen                | -               | Szombathely              | 68 418                                |                                |
| Vas 02. OEVK                         | Ágh Péter Fidesz-KDNP               | 2014.05.06.     | Sárvár                   | 68 087                                |                                |
| Vas 03. OEVK                         | V. Németh Zsolt Fidesz-KDNP         | 2014.05.06.     | Körmend                  | 66 285                                |                                |
| Veszprém 01. OEVK                    | Ovádi Péter Fidesz-KDNP             | 2018.05.08.     | Veszprém                 | 70 276                                |                                |
| Veszprém 02. OEVK                    | Kontrát Károly Fidesz-KDNP          | 2014.05.06.     | Balatonfüred             | 73 635                                |                                |
| Veszprém 03. OEVK                    | Navracsics Tibor Fidesz-KDNP        | 2022.05.02.     | Tapolca                  | 67 516                                |                                |
| Veszprém 04. OEVK                    | Jelenleg betöltetlen                | -               | Pápa                     | 68 362                                |                                |
| Zala 01. OEVK                        | Vigh László Fidesz-KDNP             | 2014.05.06.     | Zalaegerszeg             | 74 913                                |                                |
| Zala 02. OEVK                        | Nagy Bálint Fidesz-KDNP             | 2022.05.02.     | Keszthely                | 73 769                                |                                |
| Zala 03. OEVK                        | Cseresnyés Péter Fidesz-KDNP        | 2014.05.06.     | Nagykanizsa              | 71 793                                |                                |

## Korábbi választási időszakokban

### A 2014–2026 közti parlamenti ciklusokban
A 2010-ben megalakult Második Orbán-kormány létrehozta, az Országgyűlés pedig az Alaptörvény módosításának kétharmados kormánypárti támogatásával megszavazta 2011. évi CCIII. törvény tervezetét, mely törvény a választás rendjének szabályozására hivatott. Több tényező módosítása mellett az egyéni választókerületek számát a korábbi 176-ról 106-ra csökkentette. A választási törvény 2024-es megváltoztatásával egyes választókerületek csak a 2026-os ciklus végéig fognak létezni. A választókerületek az alábbiak:
- Budapest 1. sz. országgyűlési egyéni választókerület
- Budapest 2. sz. országgyűlési egyéni választókerület
- Budapest 3. sz. országgyűlési egyéni választókerület
- Budapest 4. sz. országgyűlési egyéni választókerület
- Budapest 5. sz. országgyűlési egyéni választókerület
- Budapest 6. sz. országgyűlési egyéni választókerület
- Budapest 7. sz. országgyűlési egyéni választókerület
- Budapest 8. sz. országgyűlési egyéni választókerület
- Budapest 9. sz. országgyűlési egyéni választókerület
- Budapest 10. sz. országgyűlési egyéni választókerület
- Budapest 11. sz. országgyűlési egyéni választókerület
- Budapest 12. sz. országgyűlési egyéni választókerület
- Budapest 13. sz. országgyűlési egyéni választókerület
- Budapest 14. sz. országgyűlési egyéni választókerület
- Budapest 15. sz. országgyűlési egyéni választókerület
- Budapest 16. sz. országgyűlési egyéni választókerület
- Budapest 17. sz. országgyűlési egyéni választókerület
- Budapest 18. sz. országgyűlési egyéni választókerület
- Bács-Kiskun vármegyei 1. sz. országgyűlési egyéni választókerület
- Bács-Kiskun vármegyei 2. sz. országgyűlési egyéni választókerület
- Bács-Kiskun vármegyei 3. sz. országgyűlési egyéni választókerület
- Bács-Kiskun vármegyei 4. sz. országgyűlési egyéni választókerület
- Bács-Kiskun vármegyei 5. sz. országgyűlési egyéni választókerület
- Bács-Kiskun vármegyei 6. sz. országgyűlési egyéni választókerület
- Baranya vármegyei 1. sz. országgyűlési egyéni választókerület
- Baranya vármegyei 2. sz. országgyűlési egyéni választókerület
- Baranya vármegyei 3. sz. országgyűlési egyéni választókerület
- Baranya vármegyei 4. sz. országgyűlési egyéni választókerület
- Békés vármegyei 1. sz. országgyűlési egyéni választókerület
- Békés vármegyei 2. sz. országgyűlési egyéni választókerület
- Békés vármegyei 3. sz. országgyűlési egyéni választókerület
- Békés vármegyei 4. sz. országgyűlési egyéni választókerület
- Borsod-Abaúj-Zemplén vármegyei 1. sz. országgyűlési egyéni választókerület
- Borsod-Abaúj-Zemplén vármegyei 2. sz. országgyűlési egyéni választókerület
- Borsod-Abaúj-Zemplén vármegyei 3. sz. országgyűlési egyéni választókerület
- Borsod-Abaúj-Zemplén vármegyei 4. sz. országgyűlési egyéni választókerület
- Borsod-Abaúj-Zemplén vármegyei 5. sz. országgyűlési egyéni választókerület
- Borsod-Abaúj-Zemplén vármegyei 6. sz. országgyűlési egyéni választókerület
- Borsod-Abaúj-Zemplén vármegyei 7. sz. országgyűlési egyéni választókerület
- Csongrád-Csanád vármegyei 1. sz. országgyűlési egyéni választókerület
- Csongrád-Csanád vármegyei 2. sz. országgyűlési egyéni választókerület
- Csongrád-Csanád vármegyei 3. sz. országgyűlési egyéni választókerület
- Csongrád-Csanád vármegyei 4. sz. országgyűlési egyéni választókerület
- Fejér vármegyei 1. sz. országgyűlési egyéni választókerület
- Fejér vármegyei 2. sz. országgyűlési egyéni választókerület
- Fejér vármegyei 3. sz. országgyűlési egyéni választókerület
- Fejér vármegyei 4. sz. országgyűlési egyéni választókerület
- Fejér vármegyei 5. sz. országgyűlési egyéni választókerület
- Győr-Moson-Sopron vármegyei 1. sz. országgyűlési egyéni választókerület
- Győr-Moson-Sopron vármegyei 2. sz. országgyűlési egyéni választókerület
- Győr-Moson-Sopron vármegyei 3. sz. országgyűlési egyéni választókerület
- Győr-Moson-Sopron vármegyei 4. sz. országgyűlési egyéni választókerület
- Győr-Moson-Sopron vármegyei 5. sz. országgyűlési egyéni választókerület
- Hajdú-Bihar vármegyei 1. sz. országgyűlési egyéni választókerület
- Hajdú-Bihar vármegyei 2. sz. országgyűlési egyéni választókerület
- Hajdú-Bihar vármegyei 3. sz. országgyűlési egyéni választókerület
- Hajdú-Bihar vármegyei 4. sz. országgyűlési egyéni választókerület
- Hajdú-Bihar vármegyei 5. sz. országgyűlési egyéni választókerület
- Hajdú-Bihar vármegyei 6. sz. országgyűlési egyéni választókerület
- Heves vármegyei 1. sz. országgyűlési egyéni választókerület
- Heves vármegyei 2. sz. országgyűlési egyéni választókerület
- Heves vármegyei 3. sz. országgyűlési egyéni választókerület
- Jász-Nagykun-Szolnok vármegyei 1. sz. országgyűlési egyéni választókerület
- Jász-Nagykun-Szolnok vármegyei 2. sz. országgyűlési egyéni választókerület
- Jász-Nagykun-Szolnok vármegyei 3. sz. országgyűlési egyéni választókerület
- Jász-Nagykun-Szolnok vármegyei 4. sz. országgyűlési egyéni választókerület
- Komárom-Esztergom vármegyei 1. sz. országgyűlési egyéni választókerület
- Komárom-Esztergom vármegyei 2. sz. országgyűlési egyéni választókerület
- Komárom-Esztergom vármegyei 3. sz. országgyűlési egyéni választókerület
- Nógrád vármegyei 1. sz. országgyűlési egyéni választókerület
- Nógrád vármegyei 2. sz. országgyűlési egyéni választókerület
- Pest vármegyei 1. sz. országgyűlési egyéni választókerület
- Pest vármegyei 2. sz. országgyűlési egyéni választókerület
- Pest vármegyei 3. sz. országgyűlési egyéni választókerület
- Pest vármegyei 4. sz. országgyűlési egyéni választókerület
- Pest vármegyei 5. sz. országgyűlési egyéni választókerület
- Pest vármegyei 6. sz. országgyűlési egyéni választókerület
- Pest vármegyei 7. sz. országgyűlési egyéni választókerület
- Pest vármegyei 8. sz. országgyűlési egyéni választókerület
- Pest vármegyei 9. sz. országgyűlési egyéni választókerület
- Pest vármegyei 10. sz. országgyűlési egyéni választókerület
- Pest vármegyei 11. sz. országgyűlési egyéni választókerület
- Pest vármegyei 12. sz. országgyűlési egyéni választókerület
- Somogy vármegyei 1. sz. országgyűlési egyéni választókerület
- Somogy vármegyei 2. sz. országgyűlési egyéni választókerület
- Somogy vármegyei 3. sz. országgyűlési egyéni választókerület
- Somogy vármegyei 4. sz. országgyűlési egyéni választókerület
- Szabolcs-Szatmár-Bereg vármegyei 1. sz. országgyűlési egyéni választókerület
- Szabolcs-Szatmár-Bereg vármegyei 2. sz. országgyűlési egyéni választókerület
- Szabolcs-Szatmár-Bereg vármegyei 3. sz. országgyűlési egyéni választókerület
- Szabolcs-Szatmár-Bereg vármegyei 4. sz. országgyűlési egyéni választókerület
- Szabolcs-Szatmár-Bereg vármegyei 5. sz. országgyűlési egyéni választókerület
- Szabolcs-Szatmár-Bereg vármegyei 6. sz. országgyűlési egyéni választókerület
- Tolna vármegyei 1. sz. országgyűlési egyéni választókerület
- Tolna vármegyei 2. sz. országgyűlési egyéni választókerület
- Tolna vármegyei 3. sz. országgyűlési egyéni választókerület
- Vas vármegyei 1. sz. országgyűlési egyéni választókerület
- Vas vármegyei 2. sz. országgyűlési egyéni választókerület
- Vas vármegyei 3. sz. országgyűlési egyéni választókerület
- Veszprém vármegyei 1. sz. országgyűlési egyéni választókerület
- Veszprém vármegyei 2. sz. országgyűlési egyéni választókerület
- Veszprém vármegyei 3. sz. országgyűlési egyéni választókerület
- Veszprém vármegyei 4. sz. országgyűlési egyéni választókerület
- Zala vármegyei 1. sz. országgyűlési egyéni választókerület
- Zala vármegyei 2. sz. országgyűlési egyéni választókerület
- Zala vármegyei 3. sz. országgyűlési egyéni választókerület

### Az 1990–2014 közti parlamenti ciklusokban
Az 1990-es országgyűlési választástól húsz éven és hat választási időszakon át 176 választókerület küldhetett egyéni listán megválasztott képviselőt a Parlamentbe. A választókerületek és székhelyeik az alábbiak voltak:
- Budapest 1. vk. - Budapest I. kerülete
- Budapest 2. vk. - Budapest II. kerülete
- Budapest 3. vk. - Budapest III. kerülete
- Budapest 4. vk. - Budapest III. kerülete
- Budapest 5. vk. - Budapest IV. kerülete
- Budapest 6. vk. - Budapest IV. kerülete
- Budapest 7. vk. - Budapest V. kerülete
- Budapest 8. vk. - Budapest VI. kerülete
- Budapest 9. vk. - Budapest VII. kerülete
- Budapest 10. vk. - Budapest VII. kerülete
- Budapest 11. vk. - Budapest VIII. kerülete
- Budapest 12. vk. - Budapest IX. kerülete
- Budapest 13. vk. - Budapest IX. kerülete
- Budapest 14. vk. - Budapest X. kerülete
- Budapest 15. vk. - Budapest XI. kerülete
- Budapest 16. vk. - Budapest XI. kerülete
- Budapest 17. vk. - Budapest XI. kerülete
- Budapest 18. vk. - Budapest XII. kerülete
- Budapest 19. vk. - Budapest XIII. kerülete
- Budapest 20. vk. Budapest XIII. kerülete
- Budapest 21. vk. - Budapest XIV. kerülete
- Budapest 22. vk. - Budapest XIV. kerülete
- Budapest 23. vk. - Budapest XV. kerülete
- Budapest 24. vk. - Budapest XVI. kerülete
- Budapest 25. vk. - Budapest XVII. kerülete
- Budapest 26. vk. - Budapest XVIII. kerülete
- Budapest 27. vk. - Budapest XVIII. kerülete
- Budapest 28. vk. - Budapest XIX. kerülete
- Budapest 29. vk. - Budapest XX. kerülete
- Budapest 30. vk. - Budapest XXI. kerülete
- Budapest 31. vk. - Budapest XXI. kerülete
- Budapest 32. vk. - Budapest XXII. kerülete
- Bács-Kiskun megye 1. vk. - Kecskemét
- Bács-Kiskun megye 2. vk. - Kecskemét
- Bács-Kiskun megye 3. vk. - Tiszakécske
- Bács-Kiskun megye 4. vk. - Kunszentmiklós
- Bács-Kiskun megye 5. vk. - Kiskunfélegyháza
- Bács-Kiskun megye 6. vk. - Kiskőrös
- Bács-Kiskun megye 7. vk. - Kalocsa
- Bács-Kiskun megye 8. vk. - Kiskunhalas
- Bács-Kiskun megye 9. vk. - Baja
- Bács-Kiskun megye 10. vk. - Bácsalmás
- Baranya megye 1. vk. - Pécs
- Baranya megye 2. vk. - Pécs
- Baranya megye 3. vk. - Pécs
- Baranya megye 4. vk. - Komló
- Baranya megye 5. vk. - Mohács
- Baranya megye 6. vk. - Siklós
- Baranya megye 7. vk.  - Szigetvár
- Békés megye 1. vk. - Békéscsaba
- Békés megye 2. vk. - Gyula
- Békés megye 3. vk. - Békés
- Békés megye 4. vk. - Szeghalom
- Békés megye 5. vk. - Szarvas
- Békés megye 6. vk. - Orosháza
- Békés megye 7. vk. - Mezőkovácsháza
- Borsod-Abaúj-Zemplén megye 1. vk. - Miskolc
- Borsod-Abaúj-Zemplén megye 2. vk. - Miskolc
- Borsod-Abaúj-Zemplén megye 3. vk. - Miskolc
- Borsod-Abaúj-Zemplén megye 4. vk. - Miskolc
- Borsod-Abaúj-Zemplén megye 5. vk. - Ózd
- Borsod-Abaúj-Zemplén megye 6. vk. - Sajószentpéter
- Borsod-Abaúj-Zemplén megye 7. vk. - Kazincbarcika
- Borsod-Abaúj-Zemplén megye 8. vk. - Edelény
- Borsod-Abaúj-Zemplén megye 9. vk. - Encs
- Borsod-Abaúj-Zemplén megye 10. vk. - Sátoraljaújhely
- Borsod-Abaúj-Zemplén megye 11. vk. - Szerencs
- Borsod-Abaúj-Zemplén megye 12. vk. – Leninváros (1991-től Tiszaújváros)
- Borsod-Abaúj-Zemplén megye 13. vk. - Mezőkövesd
- Csongrád megye 1. vk. - Szeged
- Csongrád megye 2. vk. - Szeged
- Csongrád megye 3. vk. - Szeged
- Csongrád megye 4. vk. - Csongrád
- Csongrád megye 5. vk. - Szentes
- Csongrád megye 6. vk. - Hódmezővásárhely
- Csongrád megye 7. vk. - Makó
- Fejér megye 1. vk. - Székesfehérvár
- Fejér megye 2. vk. - Székesfehérvár
- Fejér megye 3. vk. - Dunaújváros
- Fejér megye 4. vk. - Gárdony
- Fejér megye 5. vk. - Mór
- Fejér megye 6. vk. - Sárbogárd
- Fejér megye 7. vk. - Bicske
- Győr-Moson-Sopron megye 1. vk. - Győr
- Győr-Moson-Sopron megye 2. vk. - Győr
- Győr-Moson-Sopron megye 3. vk. - Győr
- Győr-Moson-Sopron megye 4. vk. - Mosonmagyaróvár
- Győr-Moson-Sopron megye 5. vk. - Csorna
- Győr-Moson-Sopron megye 6. vk. - Kapuvár
- Győr-Moson-Sopron megye 7. vk. - Sopron
- Hajdú-Bihar megye 1. vk. - Debrecen
- Hajdú-Bihar megye 2. vk. - Debrecen
- Hajdú-Bihar megye 3. vk. - Debrecen
- Hajdú-Bihar megye 4. vk. - Hajdúhadháztéglás
- Hajdú-Bihar megye 5. vk. - Berettyóújfalu
- Hajdú-Bihar megye 6. vk. - Püspökladány
- Hajdú-Bihar megye 7. vk. - Hajdúszoboszló
- Hajdú-Bihar megye 8. vk. - Balmazújváros
- Hajdú-Bihar megye 9. vk. - Hajdúböszörmény
- Heves megye 1. vk. - Eger
- Heves megye 2. vk. - Pétervására
- Heves megye 3. vk. - Hatvan
- Heves megye 4. vk. - Gyöngyös
- Heves megye 5. vk. - Heves
- Heves megye 6. vk. - Füzesabony
- Jász-Nagykun-Szolnok megye 1. vk. - Jászberény
- Jász-Nagykun-Szolnok megye 2. vk. - Jászapáti
- Jász-Nagykun-Szolnok megye 3. vk. - Szolnok
- Jász-Nagykun-Szolnok megye 4. vk. - Szolnok
- Jász-Nagykun-Szolnok megye 5. vk. - Kunszentmárton
- Jász-Nagykun-Szolnok megye 6. vk. - Mezőtúr
- Jász-Nagykun-Szolnok megye 7. vk. - Kunhegyes
- Jász-Nagykun-Szolnok megye 8. vk. - Karcag
- Komárom-Esztergom megye 1. vk. - Tatabánya
- Komárom-Esztergom megye 2. vk. - Tata
- Komárom-Esztergom megye 3. vk. - Kisbér
- Komárom-Esztergom megye 4. vk. - Komárom
- Komárom-Esztergom megye 5. vk. - Esztergom
- Nógrád megye 1. vk. - Salgótarján
- Nógrád megye 2. vk. - Pásztó
- Nógrád megye 3. vk. - Szécsény
- Nógrád megye 4. vk. - Balassagyarmat
- Pest megye 1. vk. - Szob
- Pest megye 2. vk. - Vác
- Pest megye 3. vk. - Dunakeszi
- Pest megye 4. vk. - Gödöllő
- Pest megye 5. vk. - Aszód
- Pest megye 6. vk. - Nagykáta
- Pest megye 7. vk. - Monor
- Pest megye 8. vk. - Érd
- Pest megye 9. vk. - Budaörs
- Pest megye 10. vk. - Pilisvörösvár
- Pest megye 11. vk. - Szentendre
- Pest megye 12. vk. - Szigetszentmiklós
- Pest megye 13. vk. - Ráckeve
- Pest megye 14. vk. - Dabas
- Pest megye 15. vk. - Cegléd
- Pest megye 16. vk. - Nagykőrös
- Somogy megye 1. vk. - Kaposvár
- Somogy megye 2. vk. - Kaposvár
- Somogy megye 3. vk. - Siófok
- Somogy megye 4. vk. - Boglárlelle
- Somogy megye 5. vk. - Marcali
- Somogy megye 6. vk. - Nagyatád
- Szabolcs-Szatmár-Bereg megye 1. vk. - Nyíregyháza
- Szabolcs-Szatmár-Bereg megye 2. vk. - Nyíregyháza
- Szabolcs-Szatmár-Bereg megye 3. vk. - Tiszavasvári
- Szabolcs-Szatmár-Bereg megye 4. vk. - Nagykálló
- Szabolcs-Szatmár-Bereg megye 5. vk. - Baktalórántháza
- Szabolcs-Szatmár-Bereg megye 6. vk. - Nyírbátor
- Szabolcs-Szatmár-Bereg megye 7. vk. - Kisvárda
- Szabolcs-Szatmár-Bereg megye 8. vk. - Vásárosnamény
- Szabolcs-Szatmár-Bereg megye 9. vk. - Mátészalka
- Szabolcs-Szatmár-Bereg megye 10. vk. - Fehérgyarmat
- Tolna megye 1. vk. - Szekszárd
- Tolna megye 2. vk. - Paks
- Tolna megye 3. vk. - Bonyhád
- Tolna megye 4. vk. - Dombóvár
- Tolna megye 5. vk. - Tamási
- Vas megye 1. vk. - Szombathely
- Vas megye 2. vk. - Szombathely
- Vas megye 3. vk. - Kőszeg
- Vas megye 4. vk. - Sárvár
- Vas megye 5. vk. - Körmend
- Veszprém megye 1. vk. - Ajka
- Veszprém megye 2. vk. - Balatonfüred
- Veszprém megye 3. vk. - Pápa
- Veszprém megye 4. vk. - Tapolca
- Veszprém megye 5. vk. - Várpalota
- Veszprém megye 6. vk. - Veszprém
- Veszprém megye 7. vk. - Veszprém
- Zala megye 1. vk. - Zalaegerszeg
- Zala megye 2. vk. - Nagykanizsa
- Zala megye 3. vk. - Keszthely
- Zala megye 4. vk. - Lenti
- Zala megye 5. vk. - Zalaszentgrót

### Az 1985–1990 közti parlamenti ciklusban
Az 1985. június 8-i országgyűlési választáson az alábbi egyéni választókerületek lakosai delegálhattak egyéni listás parlamenti képviselőt (a felsorolásban a választókerületek sorszáma és székhelyük megnevezése szerepel).
- Budapest 1. – Budapest I.
- Budapest 2. – Budapest I.
- Budapest 3. – Budapest II.
- Budapest 4. – Budapest II.
- Budapest 5. – Budapest II.
- Budapest 6. – Budapest III.
- Budapest 7. – Budapest III.
- Budapest 8. – Budapest III.
- Budapest 9. – Budapest III.
- Budapest 10. – Budapest IV.
- Budapest 11. – Budapest IV.
- Budapest 12. – Budapest IV.
- Budapest 13. – Budapest V.
- Budapest 14. – Budapest V.
- Budapest 15. – Budapest VI.
- Budapest 16. – Budapest VI.
- Budapest 17. – Budapest VII.
- Budapest 18. – Budapest VII.
- Budapest 19. – Budapest VII.
- Budapest 20. – Budapest VIII.
- Budapest 21. – Budapest VIII.
- Budapest 22. – Budapest VIII.
- Budapest 23. – Budapest VIII.
- Budapest 24. – Budapest IX.
- Budapest 25. – Budapest IX.
- Budapest 26. – Budapest IX.
- Budapest 27. – Budapest X.
- Budapest 28. – Budapest X.
- Budapest 29. – Budapest X.
- Budapest 30. – Budapest XI.
- Budapest 31. – Budapest XI.
- Budapest 32. – Budapest XI.
- Budapest 33. – Budapest XI.
- Budapest 34. – Budapest XI.
- Budapest 35. – Budapest XII.
- Budapest 36. – Budapest XII.
- Budapest 37. – Budapest XII.
- Budapest 38. – Budapest XIII.
- Budapest 39. – Budapest XIII.
- Budapest 40. – Budapest XIII.
- Budapest 41. – Budapest XIII.
- Budapest 42. – Budapest XIII.
- Budapest 43. – Budapest XIV.
- Budapest 44. – Budapest XIV.
- Budapest 45. – Budapest XIV.
- Budapest 46. – Budapest XIV.
- Budapest 47. – Budapest XIV.
- Budapest 48. – Budapest XV.
- Budapest 49. – Budapest XV.
- Budapest 50. – Budapest XV.
- Budapest 51. – Budapest XVI.
- Budapest 52. – Budapest XVI.
- Budapest 53. – Budapest XVII.
- Budapest 54. – Budapest XVII.
- Budapest 55. – Budapest XVIII.
- Budapest 56. – Budapest XVIII.
- Budapest 57. – Budapest XVIII.
- Budapest 58. – Budapest XIX.
- Budapest 59. – Budapest XIX.
- Budapest 60. – Budapest XX.
- Budapest 61. – Budapest XX.
- Budapest 62. – Budapest XX.
- Budapest 63. – Budapest XXI.
- Budapest 64. – Budapest XXI.
- Budapest 65. – Budapest XXI.
- Budapest 66. – Budapest XXII.
- Budapest 67. – Budapest XXII.
- Bács-Kiskun 1. – Kecskemét 1.
- Bács-Kiskun 2. – Kecskemét 2.
- Bács-Kiskun 3. – Kecskemét 3.
- Bács-Kiskun 4. – Kerekegyháza
- Bács-Kiskun 5. – Izsák
- Bács-Kiskun 6. – Tiszakécske
- Bács-Kiskun 7. – Kunszentmiklós
- Bács-Kiskun 8. – Kiskunfélegyháza
- Bács-Kiskun 9. – Tiszaalpár
- Bács-Kiskun 10. – Kiskunmajsa
- Bács-Kiskun 11. – Kiskunhalas
- Bács-Kiskun 12. – Jánoshalma
- Bács-Kiskun 13. – Baja
- Bács-Kiskun 14. – Sükösd
- Bács-Kiskun 15. – Gara
- Bács-Kiskun 16. – Kalocsa
- Bács-Kiskun 17. – Solt
- Bács-Kiskun 18. – Bácsalmás
- Bács-Kiskun 19. – Kiskőrös
- Bács-Kiskun 20. – Soltvadkert
- Baranya 1. – Pécs 1.
- Baranya 2. – Pécs 2.
- Baranya 3. – Pécs 3.
- Baranya 4. – Pécs 4.
- Baranya 5. – Pécs 5.
- Baranya 6. – Pécs 6.
- Baranya 7. – Komló 1.
- Baranya 8. – Komló 2.
- Baranya 9. – Mohács 1.
- Baranya 10. – Mohács 2.
- Baranya 11. – Siklós
- Baranya 12. – Sellye
- Baranya 13. – Szigetvár
- Baranya 14. – Szentlőrinc
- Békés 1. – Békéscsaba 1.
- Békés 2. – Békéscsaba 2.
- Békés 3. – Mezőberény
- Békés 4. – Csorvás
- Békés 5. – Gyula 1.
- Békés 6. – Gyula 2.
- Békés 7. – Mezőkovácsháza
- Békés 8. – Battonya
- Békés 9. – Orosháza 1.
- Békés 10. – Orosháza 2.
- Békés 11. – Szarvas
- Békés 12. – Gyomaendrőd
- Békés 13. – Szeghalom
- Békés 14. – Békés
- Békés 15. – Sarkad
- Borsod-Abaúj-Zemplén 1. – Miskolc 1.
- Borsod-Abaúj-Zemplén 2. – Miskolc 2.
- Borsod-Abaúj-Zemplén 3. – Miskolc 3.
- Borsod-Abaúj-Zemplén 4. – Miskolc 4.
- Borsod-Abaúj-Zemplén 5. – Miskolc 5.
- Borsod-Abaúj-Zemplén 6. – Miskolc 6.
- Borsod-Abaúj-Zemplén 7. – Nyékládháza
- Borsod-Abaúj-Zemplén 8. – Sajószentpéter
- Borsod-Abaúj-Zemplén 9. – Szikszó
- Borsod-Abaúj-Zemplén 10. – Kazincbarcika
- Borsod-Abaúj-Zemplén 11. – Izsófalva
- Borsod-Abaúj-Zemplén 12. – Ózd 1.
- Borsod-Abaúj-Zemplén 13. – Ózd 2.
- Borsod-Abaúj-Zemplén 14. – Putnok
- Borsod-Abaúj-Zemplén 15. – Edelény
- Borsod-Abaúj-Zemplén 16. – Encs
- Borsod-Abaúj-Zemplén 17. – Gönc
- Borsod-Abaúj-Zemplén 18. – Sárospatak
- Borsod-Abaúj-Zemplén 19. – Sátoraljaújhely
- Borsod-Abaúj-Zemplén 20. – Cigánd
- Borsod-Abaúj-Zemplén 21. – Szerencs
- Borsod-Abaúj-Zemplén 22. – Tokaj
- Borsod-Abaúj-Zemplén 23. – Leninváros
- Borsod-Abaúj-Zemplén 24. – Mezőcsát
- Borsod-Abaúj-Zemplén 25. – Mezőkövesd
- Borsod-Abaúj-Zemplén 26. – Mezőkeresztes
- Csongrád 1. – Szeged 1.
- Csongrád 2. – Szeged 2.
- Csongrád 3. – Szeged 3.
- Csongrád 4. – Szeged 4.
- Csongrád 5. – Szeged 5.
- Csongrád 6. – Szeged 6.
- Csongrád 7. – Szeged 7.
- Csongrád 8. – Mórahalom
- Csongrád 9. – Kistelek
- Csongrád 10. – Csongrád
- Csongrád 11. – Szentes 1.
- Csongrád 12. – Szentes 2.
- Csongrád 13. – Hódmezővásárhely 1.
- Csongrád 14. – Hódmezővásárhely 2.
- Csongrád 15. – Makó 1.
- Csongrád 16. – Makó 2.
- Fejér 1. – Székesfehérvár 1.
- Fejér 2. – Székesfehérvár 2.
- Fejér 3. – Székesfehérvár 3.
- Fejér 4. – Székesfehérvár 4.
- Fejér 5. – Enying
- Fejér 6. – Gárdony
- Fejér 7. – Ercsi
- Fejér 8. – Dunaújváros 1.
- Fejér 9. – Dunaújváros 2.
- Fejér 10. – Sárbogárd
- Fejér 11. – Lajoskomárom
- Fejér 12. – Mór
- Fejér 13. – Bicske
- Győr-Sopron 1. – Győr 1.
- Győr-Sopron 2. – Győr 2.
- Győr-Sopron 3. – Győr 3.
- Győr-Sopron 4. – Győr 4.
- Győr-Sopron 5. – Győr 5.
- Győr-Sopron 6. – Tét
- Győr-Sopron 7. – Pannonhalma
- Győr-Sopron 8. – Mosonmagyaróvár 1.
- Győr-Sopron 9. – Mosonmagyaróvár 2.
- Győr-Sopron 10. – Csorna 1.
- Győr-Sopron 11. – Csorna 2.
- Győr-Sopron 12. – Kapuvár
- Győr-Sopron 13. – Fertőszentmiklós
- Győr-Sopron 14. – Sopron 1.
- Győr-Sopron 15. – Sopron 2.
- Hajdú-Bihar 1. – Debrecen 1.
- Hajdú-Bihar 2. – Debrecen 2.
- Hajdú-Bihar 3. – Debrecen 3.
- Hajdú-Bihar 4. – Debrecen 4.
- Hajdú-Bihar 5. – Debrecen 5.
- Hajdú-Bihar 6. – Debrecen 6.
- Hajdú-Bihar 7. – Nyíradony
- Hajdú-Bihar 8. – Létavértes
- Hajdú-Bihar 9. – Hadháztéglás
- Hajdú-Bihar 10. – Balmazújváros
- Hajdú-Bihar 11. – Hajdúböszörmény
- Hajdú-Bihar 12. – Hajdúnánás
- Hajdú-Bihar 13. – Hajdúszoboszló
- Hajdú-Bihar 14. – Nádudvar
- Hajdú-Bihar 15. – Püspökladány
- Hajdú-Bihar 16. – Berettyóújfalu
- Hajdú-Bihar 17. – Biharkeresztes
- Hajdú-Bihar 18. – Komádi
- Heves 1. – Eger 1.
- Heves 2. – Eger 2.
- Heves 3. – Eger 3.
- Heves 4. – Pétervására
- Heves 5. – Recsk
- Heves 6. – Gyöngyös 1.
- Heves 7. – Gyöngyös 2.
- Heves 8. – Vámosgyörk
- Heves 9. – Hatvan
- Heves 10. – Lőrinci
- Heves 11. – Heves
- Heves 12. – Füzesabony
- Komárom 1. – Tatabánya 1.
- Komárom 2. – Tatabánya 2.
- Komárom 3. – Tatabánya 3.
- Komárom 4. – Oroszlány
- Komárom 5. – Tata
- Komárom 6. – Esztergom
- Komárom 7. – Nyergesújfalu
- Komárom 8. – Dorog
- Komárom 9. – Komárom
- Komárom 10. – Kisbér
- Nógrád 1. – Salgótarján 1.
- Nógrád 2. – Salgótarján 2.
- Nógrád 3. – Salgótarján 3.
- Nógrád 4. – Bátonyterenye
- Nógrád 5. – Pásztó
- Nógrád 6. – Balassagyarmat
- Nógrád 7. – Szécsény
- Nógrád 8. – Rétság
- Pest 1. – Kerepestarcsa
- Pest 2. – Aszód
- Pest 3. – Tura
- Pest 4. – Gödöllő
- Pest 5. – Nagykáta
- Pest 6. – Tápiószele
- Pest 7. – Cegléd
- Pest 8. – Albertirsa
- Pest 9. – Abony
- Pest 10. – Nagykőrös
- Pest 11. – Monor
- Pest 12. – Gyömrő
- Pest 13. – Vecsés
- Pest 14. – Ócsa
- Pest 15. – Dabas
- Pest 16. – Ráckeve
- Pest 17. – Dunaharaszti
- Pest 18. – Szigetszentmiklós
- Pest 19. – Érd
- Pest 20. – Százhalombatta
- Pest 21. – Budaörs
- Pest 22. – Budakeszi
- Pest 23. – Pilisvörösvár
- Pest 24. – Szentendre
- Pest 25. – Budakalász
- Pest 26. – Dunakeszi
- Pest 27. – Őrbottyán
- Pest 28. – Vác
- Pest 29. – Szob
- Somogy 1. – Kaposvár 1.
- Somogy 2. – Kaposvár 2.
- Somogy 3. – Kaposvár 3.
- Somogy 4. – Kaposvár 4.
- Somogy 5. – Tab
- Somogy 6. – Siófok 1.
- Somogy 7. – Siófok 2.
- Somogy 8. – Boglárlelle
- Somogy 9. – Marcali
- Somogy 10. – Csurgó
- Somogy 11. – Nagyatád
- Somogy 12. – Barcs
- Szabolcs-Szatmár 1. – Nyíregyháza 1.
- Szabolcs-Szatmár 2. – Nyíregyháza 2.
- Szabolcs-Szatmár 3. – Nyíregyháza 3.
- Szabolcs-Szatmár 4. – Újfehértó
- Szabolcs-Szatmár 5. – Tiszavasvári
- Szabolcs-Szatmár 6. – Gávavencsellő
- Szabolcs-Szatmár 7. – Nagyhalász
- Szabolcs-Szatmár 8. – Baktalórántháza
- Szabolcs-Szatmár 9. – Nyírbéltek
- Szabolcs-Szatmár 10. – Nyírbátor
- Szabolcs-Szatmár 11. – Mátészalka
- Szabolcs-Szatmár 12. – Nagyecsed
- Szabolcs-Szatmár 13. – Csenger
- Szabolcs-Szatmár 14. – Jánkmajtis
- Szabolcs-Szatmár 15. – Fehérgyarmat
- Szabolcs-Szatmár 16. – Vásárosnamény
- Szabolcs-Szatmár 17. – Tarpa
- Szabolcs-Szatmár 18. – Kisvárda
- Szabolcs-Szatmár 19. – Dombrád
- Szabolcs-Szatmár 20. – Záhony
- Szolnok 1. – Szolnok 1.
- Szolnok 2. – Szolnok 2.
- Szolnok 3. – Szolnok 3.
- Szolnok 4. – Újszász
- Szolnok 5. – Tiszaföldvár
- Szolnok 6. – Kisújszállás
- Szolnok 7. – Kunszentmárton
- Szolnok 8. – Törökszentmiklós
- Szolnok 9. – Fegyvernek
- Szolnok 10. – Mezőtúr
- Szolnok 11. – Karcag
- Szolnok 12. – Tiszafüred
- Szolnok 13. – Jászapáti
- Szolnok 14. – Jászárokszállás
- Szolnok 15. – Jászberény
- Tolna 1. – Szekszárd
- Tolna 2. – Tolna
- Tolna 3. – Bátaszék
- Tolna 4. – Bonyhád
- Tolna 5. – Dombóvár
- Tolna 6. – Tamási
- Tolna 7. – Simontornya
- Tolna 8. – Dunaföldvár
- Tolna 9. – Paks
- Vas 1. – Szombathely 1.
- Vas 2. – Szombathely 2.
- Vas 3. – Szombathely 3.
- Vas 4. – Szombathely 4.
- Vas 5. – Kőszeg
- Vas 6. – Sárvár
- Vas 7. – Celldömölk
- Vas 8. – Vasvár
- Vas 9. – Körmend
- Vas 10. – Szentgotthárd
- Veszprém 1. – Veszprém 1.
- Veszprém 2. – Veszprém 2.
- Veszprém 3. – Balatonalmádi
- Veszprém 4. – Balatonfüred
- Veszprém 5. – Zirc
- Veszprém 6. – Várpalota
- Veszprém 7. – Pápa 1.
- Veszprém 8. – Pápa 2.
- Veszprém 9. – Vaszar
- Veszprém 10. – Ajka
- Veszprém 11. – Devecser
- Veszprém 12. – Tapolca
- Veszprém 13. – Sümeg
- Zala 1. – Zalaegerszeg 1.
- Zala 2. – Zalaegerszeg 2.
- Zala 3. – Zalaegerszeg 3.
- Zala 4. – Zalaszentgrót
- Zala 5. – Keszthely
- Zala 6. – Nagykanizsa 1.
- Zala 7. – Nagykanizsa 2.
- Zala 8. – Nagykanizsa 3.
- Zala 9. – Letenye
- Zala 10. – Lenti

### Az 1939–1944 közti parlamenti ciklusban
Az 1938. évi XIX. számú törvénycikk az országgyűlési képviselők számát 260 főben állapította meg, oly módon, hogy 135 főt egyéni, 125-öt pedig lajstromos választókerületben kell megválasztani. A lajstromos kerületeket és az ezekben megválasztható képviselők számát maga a választójogi törvény állapította meg, az egyéni választókerületek paramétereit pedig annak rendelkezései értelmében a belügyminiszter rendelete volt jogosult rögzíteni.
Az 1939. évi országgyűlési választáson az alábbi egyéni választókerületek lakosai delegálhattak egyéni listás parlamenti képviselőt (a felsorolásban a választókerületek akkori megnevezése és székhelyük szerepel).
| Vármegye                        | Választókerület neve       | Székhely         |  |
| ------------------------------- | -------------------------- | ---------------- |  |
| Abaúj-Torna                     | Felsőgagyi                 | Felsőgagy        |  |
| Abaúj-Torna                     | Gönci                      | Gönc             |  |
| Abaúj-Torna                     | Szikszói                   | Szikszó          |  |
|                                 |                            |                  |  |
| Bács                            | Jánoshalmai                | Jánoshalma       |  |
| Bács                            | Bajai járási               | Baja             |  |
| Bács                            | Baja városi                | Baja             |  |
|                                 |                            |                  |  |
| Baranya                         | Mohácsi                    | Mohács           |  |
| Baranya                         | Pécsváradi                 | Pécsvárad        |  |
| Baranya                         | Sásdi                      | Sásd             |  |
| Baranya                         | Siklósi                    | Siklós           |  |
| Baranya                         | Szentlőrinci               | Szentlőrinc      |  |
|                                 |                            |                  |  |
| Békés                           | Békési                     | Békés            |  |
| Békés                           | Békéscsabai                | Békéscsaba       |  |
| Békés                           | Gyomai                     | Gyoma            |  |
| Békés                           | Gyulai                     | Gyula            |  |
| Békés                           | Orosházi                   | Orosháza         |  |
| Békés                           | Szarvasi                   | Szarvas          |  |
|                                 |                            |                  |  |
| Bihar                           | Berettyóújfalui            | Berettyóújfalu   |  |
| Bihar                           | Biharkeresztesi            | Biharkeresztes   |  |
| Bihar                           | Biharnagybajomi            | Biharnagybajom   |  |
| Bihar                           | Nagylétai                  | Nagyléta         |  |
| Bihar                           | Sarkadi                    | Sarkad           |  |
|                                 |                            |                  |  |
| Borsod                          | Edelényi                   | Edelény          |  |
| Borsod                          | Mezőcsáti                  | Mezőkeresztes    |  |
| Borsod                          | Mezőkövesdi                | Mezőkövesd       |  |
| Borsod                          | Ónodi                      | Ónod             |  |
| Borsod                          | Ózdi                       | Ózd              |  |
| Borsod                          | Sajószentpéteri            | Sajószentpéter   |  |
|                                 |                            |                  |  |
| Csanád                          | Battonyai                  | Battonya         |  |
| Csanád                          | Eleki                      | Elek             |  |
| Csanád                          | Tisza–marosi               | Kiszombor        |  |
| Csanád                          | Makói                      | Makó             |  |
|                                 |                            |                  |  |
| Csongrád                        | Csongrádi                  | Csongrád         |  |
| Csongrád                        | Szentesi                   | Szentes          |  |
|                                 |                            |                  |  |
| Fejér                           | Adonyi                     | Adony            |  |
| Fejér                           | Móri                       | Mór              |  |
| Fejér                           | Sárbogárdi                 | Sárbogárd        |  |
| Fejér                           | Székesfehérvári járási     | Székesfehérvár   |  |
| Fejér                           | Váli                       | Vál              |  |
| Fejér                           | Székesfehérvár thj. városi | Székesfehérvár   |  |
|                                 |                            |                  |  |
| Győr                            | Magyaróvári                | Magyaróvár       |  |
| Győr                            | Öttevényi                  | Öttevény         |  |
| Győr                            | Pannonhalmi                | Pannonhalma      |  |
| Győr                            | Téti                       | Tét              |  |
|                                 |                            |                  |  |
| Hajdu                           | Hajduböszörményi           | Hajduböszörmény  |  |
| Hajdu                           | Hajdunánási                | Hajdunánás       |  |
| Hajdu                           | Hajduszoboszlói            | Hajduszoboszló   |  |
| Hajdu                           | Nádudvari                  | Nádudvar         |  |
|                                 |                            |                  |  |
| Heves vármegye                  | Egri                       | Eger             |  |
| Heves vármegye                  | Gyöngyösi                  | Gyöngyös         |  |
| Heves vármegye                  | Hatvani                    | Hatvan           |  |
| Heves vármegye                  | Hevesi                     | Heves            |  |
| Heves vármegye                  | Pétervásárai               | Pétervására      |  |
| Heves vármegye                  | Tiszafüredi                | Tiszafüred       |  |
|                                 |                            |                  |  |
| Jász-Nagykun-Szolnok vármegye   | Jászapáti                  | Jászapáti        |  |
| Jász-Nagykun-Szolnok vármegye   | Jászberényi                | Jászberény       |  |
| Jász-Nagykun-Szolnok vármegye   | Jászladányi                | Jászladány       |  |
| Jász-Nagykun-Szolnok vármegye   | Karcagi                    | Karcag           |  |
| Jász-Nagykun-Szolnok vármegye   | Kunszentmártoni            | Kunszentmárton   |  |
| Jász-Nagykun-Szolnok vármegye   | Mezőtúri                   | Mezőtúr          |  |
| Jász-Nagykun-Szolnok vármegye   | Szolnoki                   | Szolnok          |  |
| Jász-Nagykun-Szolnok vármegye   | Törökszentmiklósi          | Törökszentmiklós |  |
|                                 |                            |                  |  |
| Komárom-Esztergom vármegye      | Esztergomi                 | Esztergom        |  |
| Komárom-Esztergom vármegye      | Komáromi                   | Komárom          |  |
| Komárom-Esztergom vármegye      | Tatabányai                 | Tatabánya        |  |
| Komárom-Esztergom vármegye      | Tatatóvárosi               | Tata             |  |
|                                 |                            |                  |  |
| Nógrád-Hont vármegye            | Balassagyarmati            | Balassagyarmat   |  |
| Nógrád-Hont vármegye            | Rétsági                    | Rétság           |  |
| Nógrád-Hont vármegye            | Salgótarjáni               | Salgótarján      |  |
| Nógrád-Hont vármegye            | Sziráki                    | Szirák           |  |
| Nógrád-Hont vármegye            | Szobi                      | Szob             |  |
|                                 |                            |                  |  |
| Pest-Pilis-Solt-Kiskun vármegye | Abony                      | Abony            |  |
| Pest-Pilis-Solt-Kiskun vármegye | Alsódabasi                 | Alsódabas        |  |
| Pest-Pilis-Solt-Kiskun vármegye | Aszódi                     | Aszód            |  |
| Pest-Pilis-Solt-Kiskun vármegye | Budakörnyéki               | Pesthidegkút     |  |
| Pest-Pilis-Solt-Kiskun vármegye | Ceglédi                    | Cegléd           |  |
| Pest-Pilis-Solt-Kiskun vármegye | Gödöllői                   | Gödöllő          |  |
| Pest-Pilis-Solt-Kiskun vármegye | Kalocsai                   | Kalocsa          |  |
| Pest-Pilis-Solt-Kiskun vármegye | Kiskőrösi                  | Kiskőrös         |  |
| Pest-Pilis-Solt-Kiskun vármegye | Kiskunfélegyházai          | Kiskunfélegyháza |  |
| Pest-Pilis-Solt-Kiskun vármegye | Kiskunhalasi               | Kiskunhalas      |  |
| Pest-Pilis-Solt-Kiskun vármegye | Kúnszentmiklósi            | Kúnszentmiklós   |  |
| Pest-Pilis-Solt-Kiskun vármegye | Monori                     | Monor            |  |
| Pest-Pilis-Solt-Kiskun vármegye | Nagykátai                  | Nagykáta         |  |
| Pest-Pilis-Solt-Kiskun vármegye | Nagykőrösi                 | Nagykőrös        |  |
| Pest-Pilis-Solt-Kiskun vármegye | Pilishegyvidék             | Pomáz            |  |
| Pest-Pilis-Solt-Kiskun vármegye | Ráckevei                   | Ráckeve          |  |
| Pest-Pilis-Solt-Kiskun vármegye | Váci                       | Vác              |  |
|                                 |                            |                  |  |
| Somogy vármegye                 | Csurgói                    | Csurgó           |  |
| Somogy vármegye                 | Kaposvári                  | Kaposvár         |  |
| Somogy vármegye                 | Kaposvár-vidéki            | Kaposvár         |  |
| Somogy vármegye                 | Lengyeltóti                | Lengyeltóti      |  |
| Somogy vármegye                 | Marcali                    | Marcali          |  |
| Somogy vármegye                 | Nagyatádi                  | Nagyatád         |  |
| Somogy vármegye                 | Szigetvári                 | Szigetvár        |  |
| Somogy vármegye                 | Tabi                       | Tab              |  |
|                                 |                            |                  |  |
| Sopron vármegye                 | Csornai                    | Csorna           |  |
| Sopron vármegye                 | Kapuvári                   | Kapuvár          |  |
| Sopron vármegye                 | Sopron-csepregi            | Sopron           |  |
| Sopron vármegye                 | Sopron városi              | Sopron           |  |
|                                 |                            |                  |  |
| Szabolcs                        | Kisvárdai                  | Kisvárda         |  |
| Szabolcs                        | Nagyhalászi                | Kemecse          |  |
| Szabolcs                        | Nagykálló-nyírbátori       | Nagykálló        |  |
| Szabolcs                        | Nyíregyházi                | Nyíregyháza      |  |
| Szabolcs                        | Nyírmadai                  | Baktalórántháza  |  |
| Szabolcs                        | Tiszalöki                  | Tiszalök         |  |
|                                 |                            |                  |  |
| Szatmár                         | Csengeri                   | Csenger          |  |
| Szatmár                         | Fehérgyarmati              | Fehérgyarmat     |  |
| Szatmár                         | Mátészalkai                | Mátészalka       |  |
| Szatmár                         | Vásárosnaményi             | Vásárosnamény    |  |
|                                 |                            |                  |  |
| Tolna                           | Bonyhád                    | Bonyhád          |  |
| Tolna                           | Dombóvár                   | Dombóvár         |  |
| Tolna                           | Paks                       | Paks             |  |
| Tolna                           | Szekszárdi                 | Szekszárd        |  |
| Tolna                           | Tamási                     | Tamási           |  |
|                                 |                            |                  |  |
| Vas                             | Celldömölki                | Celldömölk       |  |
| Vas                             | Körmendi                   | Körmend          |  |
| Vas                             | Sárvári                    | Sárvár           |  |
| Vas                             | Szombathely-kőszegi        | Szombathely      |  |
| Vas                             | Vasvári                    | Vasvár           |  |
|                                 |                            |                  |  |
| Veszprém                        | Devecseri                  | Devecser         |  |
| Veszprém                        | Enyingi                    | Enying           |  |
| Veszprém                        | Pápa                       | Pápa             |  |
| Veszprém                        | Veszprémi                  | Veszprém         |  |
| Veszprém                        | Zirci                      | Zirc             |  |
|                                 |                            |                  |  |
| Zala vármegye                   | Alsólendvai                | Lenti            |  |
| Zala vármegye                   | Keszthelyi                 | Keszthely        |  |
| Zala vármegye                   | Nagykanizsa                | Nagykanizsa      |  |
| Zala vármegye                   | Sümegi                     | Sümeg            |  |
| Zala vármegye                   | Tapolca-balatonfüredi      | Balatonfüred     |  |
| Zala vármegye                   | Zalaegerszegi              | Zalaegerszeg     |  |
| Zala vármegye                   | Zalaszentgróti             | Zalaszentgrót    |  |
|                                 |                            |                  |  |
| Zemplén vármegye                | Sátoraljaújhelyi           | Sátoraljaújhely  |  |
| Zemplén vármegye                | Szerencsi                  | Szerencs         |  |
| Zemplén vármegye                | Tokajhegyaljai             | Sárospatak       |  |

A lajstromos választókerületek és az azokban elnyerhető mandátumszámok az alábbiak voltak:
- Abaúj-Torna vm. – 2 mandátum
- Bács-Bodrog vm. + Baja – 2 mandátum
- Baranya vm. – 3 mandátum
- Békés vm. – 2 mandátum
- Bihar vm. – 3 mandátum
- Borsod–Gömör–Kishont vm. – 3 mandátum
- Csanád–Arad–Torontál vm. – 2 mandátum
- Csongrád vm. – 2 mandátum
- Debrecen thj. város – 3 mandátum
- Fejér vm.  + Székesfehérvár thj. város – 2 mandátum
- Győr–Moson–Pozsony vm. – 2 mandátum
- Győr thj. város – 2 mandátum
- Hajdu vm. – 2 mandátum
- Heves vm. – 3 mandátum
- Hódmezővásárhely vm. – 2 mandátum
- Jász-Nagykun-Szolnok vm. – 6 mandátum
- Kecskemét vm. – 2 mandátum
- Komárom-Esztergom vm. – 2 mandátum
- Miskolc thj. város – 2 mandátum
- Nógrád-Hont vm. – 2 mandátum
- Pest-Pilis-Solt-Kiskun vm.-ben
  - Budapest-környék (Újpest) – 6 mandátum
  - Pest vm. északi kerület (Budapest) – 4 mandátum
  - Pest vm. középső kerület (Cegléd) – 4 mandátum
  - Pest vm. déli kerület (Kiskunhalas) – 4 mandátum
- Pécs thj. város – 2 mandátum
- Somogy vm. – 4 mandátum
- Sopron vm. + Sopron thj. város – 2 mandátum
- Szabolcs-Ung vm. – 4 mandátum
- Szatmár-Ugocsa-Bereg vm. – 2 mandátum
- Szeged thj. város – 3 mandátum
- Tolna vm. – 2 mandátum
- Vas vm. – 3 mandátum
- Veszprém vm. – 2 mandátum
- Zala vm. – 4 mandátum
- Zemplén vm. – 2 mandátum
- Budapest I. (budai) vk. – 8 mandátum
- Budapest II. (északi) vk. – 9 mandátum
- Budapest III. (déli) vk. – 10 mandátum